# Agardhinula
Agardhinula, monotipski rod crvenih algi zasada smješten u  Rhodymeniales incertae sedis, dio reda Rhodymeniales. 
Jedina je vrsta morska alga A. browneae .

## Sinonimi
- Diplocystis browneae (J.Agardh) J.Agardh
- Callophyllis browneae J.Agardh 1885, bazionim